# Bowili (Volk)
Die Bowili sind ein Volk in Ghana, das auch Bowiri, Tuwili, Liwuli, Siwuri, oder Bawuli genannt wird. 
Die Bowili leben in einem kleinen Siedlungsgebiet am östlichen Ufer des Volta-Stausees in der Nähe der Grenze zu Togo, ohne mit dieser Berührungspunkte zu haben. Das Siedlungsgebiet der Bowili liegt etwa zwischen den Ortschaften Bowiri Odumase, Kwamekrom, Odumase, Amanfrom und Takrabe.
Dieser Volksgruppe werden ca. 12.000 Menschen zugeordnet. Sie sprechen die Sprache Tuwuli als Muttersprache.